# Pere Ferrer Pi
Pere Ferrer Pi   (Vilanova i la Geltrú, 1918 - Sant Cugat del Vallès, 7 de novembre de 2007) va ser un religiós jesuita, químic i teòleg català.
Va ser membre fundador de la Universitat Ramon Llull i va dirigir l'Institut Químic de Sarrià. Va ocupar diversos càrrecs dins de l'orde dels jesuites.